# Campionati europei di aquathlon del 2018
I Campionati europei di aquathlon del 2018 (VI edizione) si sono tenuti a Ibiza in Spagna, in data 24 ottobre 2018.
Tra gli uomini ha vinto l'ucraino Sergiy Kurochkin, mentre la gara femminile è andata all'italiana Bianca Seregni.
Si sono aggiudicati il titolo mondiale nella categoria junior rispettivamente il croato Luka Grgorinic e l'italiana Bianca Seregni.
La gara valida per il titolo di campione europeo di aquathlon - nella categoria under 23 - è andata al britannico Samuel Dickinson, mentre tra le donne alla rumena Antoanela Manac.

## Risultati

### Élite uomini
| Pos. | Nome              | Paese       | Nuoto    | Corsa    | Totale   |
| ---- | ----------------- | ----------- | -------- | -------- | -------- |
|      | Sergiy Kurochkin  | Ucraina     | 00:10:45 | 00:16:31 | 00:27:43 |
|      | Tomáš Svoboda     | Rep. Ceca   | 00:10:49 | 00:16:51 | 00:27:59 |
|      | Samuel Dickinson  | Regno Unito | 00:10:42 | 00:17:19 | 00:28:22 |
| 4    | Nathan Tweedie    | Regno Unito | 00:10:40 | 00:17:36 | 00:28:38 |
| 5    | Dylan Magnien     | Francia     | 00:10:56 | 00:17:40 | 00:28:54 |
| 6    | Luka Grgorinic    | Croazia     | 00:11:15 | 00:17:29 | 00:29:01 |
| 7    | Hennadii Anzin    | Ucraina     | 00:10:42 | 00:18:02 | 00:29:05 |
| 8    | Marek Pavuk       | Slovacchia  | 00:10:46 | 00:18:03 | 00:29:11 |
| 9    | Vitalii Vorontsov | Ucraina     | 00:12:08 | 00:16:59 | 00:29:31 |
| 10   | Šimon Koblížek    | Rep. Ceca   | 00:10:42 | 00:18:31 | 00:29:37 |
| 11   | Emmanuel Lejeune  | Belgio      | 00:11:49 | 00:17:41 | 00:29:50 |
| 12   | Tin Kaurić        | Croazia     | 00:11:17 | 00:18:20 | 00:30:01 |
| 13   | Olaf Jan Bosscher | Paesi Bassi | 00:11:46 | 00:18:08 | 00:30:19 |
| 14   | Marino Jukic      | Croazia     | 00:12:11 | 00:18:13 | 00:30:42 |
| 15   | Oliver Dodok      | Slovacchia  | 00:11:18 | 00:19:33 | 00:31:13 |
| 16   | Luka Dumančić     | Croazia     | 00:11:15 | 00:19:46 | 00:31:21 |
| 17   | Luke Lyons        | Irlanda     | 00:11:56 | 00:19:55 | 00:32:13 |
| 18   | Martin Štefan     | Croazia     | 00:12:08 | 00:20:10 | 00:32:40 |

### Élite donne
| Pos. | Atleta                  | Paese       | Nuoto    | Corsa    | Totale   |
| ---- | ----------------------- | ----------- | -------- | -------- | -------- |
|      | Bianca Seregni          | Italia      | 00:12:44 | 00:18:38 | 00:31:49 |
|      | Delia Sclabas           | Svizzera    | 00:14:45 | 00:17:14 | 00:32:25 |
|      | Antoanela Manac         | Romania     | 00:13:29 | 00:18:59 | 00:32:49 |
| 4    | Hannah Kitchen          | Regno Unito | 00:13:09 | 00:19:25 | 00:32:55 |
| 5    | Sofiya Pryyma           | Ucraina     | 00:13:25 | 00:19:21 | 00:33:08 |
| 6    | Ida Lucia Burrows       | Svezia      | 00:14:01 | 00:19:25 | 00:33:50 |
| 7    | Margaryta Krylova       | Ucraina     | 00:13:56 | 00:19:42 | 00:34:03 |
| 8    | Olga Dmitrieva          | Russia      | 00:13:34 | 00:20:01 | 00:34:08 |
| 9    | Senia Celine            | Francia     | 00:13:28 | 00:20:19 | 00:34:09 |
| 10   | Chloe Pollard           | Regno Unito | 00:12:39 | 00:21:49 | 00:34:48 |
| 11   | Lara Thekla Ungewickell | Germania    | 00:14:11 | 00:21:04 | 00:35:36 |
| 12   | Nina Mandl              | Slovenia    | 00:13:59 | 00:21:32 | 00:35:55 |
| 13   | Maryna Kyryk            | Ucraina     | 00:12:41 | 00:22:54 | 00:35:58 |
| 14   | Ines De Poorter         | Francia     | 00:14:31 | 00:21:12 | 00:36:03 |
| 15   | Katja Hočevar           | Slovenia    | 00:14:07 | 00:21:34 | 00:36:04 |
| 16   | Alja Marič              | Slovenia    | 00:14:53 | 00:21:11 | 00:36:23 |
| 17   | Astrid Snäll            | Finlandia   | 00:17:29 | 00:19:23 | 00:37:16 |
| 18   | Lana Pluško             | Slovenia    | 00:15:35 | 00:23:27 | 00:39:26 |

### Junior uomini
| Pos. | Nome              | Paese       | Nuoto    | Corsa    | Totale   |
| ---- | ----------------- | ----------- | -------- | -------- | -------- |
|      | Luka Grgorinic    | Croazia     | 00:11:15 | 00:17:29 | 00:29:01 |
|      | Hennadii Anzin    | Ucraina     | 00:10:42 | 00:18:02 | 00:29:05 |
|      | Marek Pavuk       | Slovacchia  | 00:10:46 | 00:18:03 | 00:29:11 |
| 4    | Vitalii Vorontsov | Ucraina     | 00:12:08 | 00:16:59 | 00:29:31 |
| 5    | Šimon Koblížek    | Rep. Ceca   | 00:10:42 | 00:18:31 | 00:29:37 |
| 6    | Olaf Jan Bosscher | Paesi Bassi | 00:11:46 | 00:18:08 | 00:30:19 |
| 7    | Oliver Dodok      | Slovacchia  | 00:11:18 | 00:19:33 | 00:31:13 |
| 8    | Luke Lyons        | Irlanda     | 00:11:56 | 00:19:55 | 00:32:13 |

### Junior donne
| Pos. | Atleta                  | Paese     | Nuoto    | Corsa    | Totale   |
| ---- | ----------------------- | --------- | -------- | -------- | -------- |
|      | Bianca Seregni          | Italia    | 00:12:44 | 00:18:38 | 00:31:49 |
|      | Delia Sclabas           | Svizzera  | 00:14:45 | 00:17:14 | 00:32:25 |
|      | Ida Lucia Burrows       | Svezia    | 00:14:01 | 00:19:25 | 00:33:50 |
| 4    | Lara Thekla Ungewickell | Germania  | 00:14:11 | 00:21:04 | 00:35:36 |
| 5    | Ines De Poorter         | Francia   | 00:14:31 | 00:21:12 | 00:36:03 |
| 6    | Katja Hočevar           | Slovenia  | 00:14:07 | 00:21:34 | 00:36:04 |
| 7    | Alja Marič              | Slovenia  | 00:14:53 | 00:21:11 | 00:36:23 |
| 8    | Astrid Snäll            | Finlandia | 00:17:29 | 00:19:23 | 00:37:16 |
| 9    | Lana Pluško             | Slovenia  | 00:15:35 | 00:23:27 | 00:39:26 |

### Under 23 uomini
| Pos. | Atleta           | Paese       | Nuoto    | Corsa    | Totale   |
| ---- | ---------------- | ----------- | -------- | -------- | -------- |
|      | Samuel Dickinson | Regno Unito | 00:10:42 | 00:17:19 | 00:28:22 |
|      | Nathan Tweedie   | Regno Unito | 00:10:40 | 00:17:36 | 00:28:38 |
|      | Dylan Magnien    | Francia     | 00:10:56 | 00:17:40 | 00:28:54 |
| 4    | Tin Kaurić       | Croazia     | 00:11:17 | 00:18:20 | 00:30:01 |
| 5    | Marino Jukic     | Croazia     | 00:12:11 | 00:18:13 | 00:30:42 |
| 6    | Luka Dumančić    | Croazia     | 00:11:15 | 00:19:46 | 00:31:21 |
| 7    | Martin Štefan    | Croazia     | 00:12:08 | 00:20:10 | 00:32:40 |

### Under 23 donne
| Pos. | Atleta          | Paese       | Nuoto    | Corsa    | Totale   |
| ---- | --------------- | ----------- | -------- | -------- | -------- |
|      | Antoanela Manac | Romania     | 00:13:29 | 00:18:59 | 00:32:49 |
|      | Sofiya Pryyma   | Ucraina     | 00:13:25 | 00:19:21 | 00:33:08 |
|      | Senia Celine    | Francia     | 00:13:28 | 00:20:19 | 00:34:09 |
| 4    | Chloe Pollard   | Regno Unito | 00:12:39 | 00:21:49 | 00:34:48 |
| 5    | Maryna Kyryk    | Ucraina     | 00:12:41 | 00:22:54 | 00:35:58 |